# Мечты моего отца
«Мечты моего отца» (англ. Dreams from My Father) — первая книга Барака Обамы, вышедшая в свет  в 1995 (переиздана в 2004). Книга является биографией Барака Обамы. Она была издана через пять лет после того, как он стал первым темнокожим президентом Гарвардского Юридического Журнала (Harvard Law Review) в 1990 году, но перед началом его политической карьеры.

## Краткое содержание
Книга охватывает время от рождения Барака Обамы вплоть до поступления в Гарвардскую Правовую Школу (Harvard Law School).
Барак Обама родился в Гонолулу. Родители: Барак Обама — старший, уроженец Кении, и Энн Данхэм (Ann Dunham) встретились в годы своего обучения в Гавайском Университете.
Родители Обамы разошлись, когда ему было два года, и официально развелись в 1964 году. Отец Обамы отправился в Гарвардский университет с целью получения степени PhD и, не имея достаточно средств для содержания семьи, был вынужден оставить Барака с матерью.
Воспоминания об ушедшем отце у Барака формировались из рассказов матери и её родителей. После развода он увиделся с отцом лишь однажды, в 1971 году, когда тот приехал в Гавайи с месячным визитом. Отец Барака Обамы погиб в автокатастрофе в 1982 году.
После развода мать Обамы — Энн Данхэм — вышла замуж за индонезийского студента Лоло Соэторо и семья переехала в Джакарту.
Когда Обаме исполнилось десять лет, было принято решение о его возвращении в Гавайи из-за значительно лучших образовательных перспектив.
Он был принят в пятый класс частного учебного заведения — Punahou School, где он был лишь одним из шестерых темнокожих учеников.
Поступив в Punahou School, Обама отучился там вплоть до выпуска в 1979 году. По словам будущего президента США: «Для моих дедушки и бабушки мое поступление в Punahou School ознаменовало старт чего-то грандиозного, подъём социального статуса семьи». Там же Обама знакомится с Рэем (Ray — псевдоним, настоящее имя — Кит Какугава (Keith Kakugawa)), который помог Обаме пробиться в афро-американское сообщество.
После окончания школы Обама переезжает в Лос-Анджелес, где поступает в Occidental College. Проведённое там время он описывает как «тусовочный стиль жизни» с алкоголем и наркотиками.
После двух лет в Occidental College Обама переводится в Колумбийский Университет, Манхэттен, Нью-Йорк, где изучает политологию.
После окончания университета Обама работает в сфере бизнеса около года. Затем Обама перебирается в Чикаго, где работает в некоммерческой организации.
После поступления в Гарвардскую Правовую Школу Барак решает посетить родственников в Кении. Обама использует часть пережитого там опыта для создания эффектного эмоционального финала книги.
Помимо биографического повествования, книга также содержит большое количество размышлений, касающихся межрасовых отношений в США.